# Javier Ruiz Taboada
Javier Ruiz Taboada (Toledo, 20 de diciembre de 1962) es un locutor, periodista y escritor español. Desarrolla su actividad profesional en Onda Cero desde 1985, labor que compagina con la publicación de libros de poesía para adultos y para niños, y con su afición a la pintura, a la fotografía y al diseño.

## Biografía

### Trayectoria Profesional

#### Radio
Comienza su trabajo en el mundo de la radio en 1983 en Radio 80 de Toledo, presentando el programa concurso matinal De diez me llevo una y Nocturno, un espacio de entrevistas personales. De ahí pasa a colaborar en Radio Toledo y Radio Tajo, ambas de la Cadena Rato, desde donde da el salto a Madrid, como responsable de programas musicales, y se encarga del programa matinal de Radio Cristal. En 1990, la ONCE compra Cadena Rato, y nace Onda Cero. En la nueva programación, presenta La música de tu vida y comienza a trabajar en Radioestadio, espacio en el que sigue hasta la actualidad. En todos estos años en Onda Cero, ha realizado múltiples programas y colaboraciones en la casa, destacando en la dirección y presentación durante 12 años del programa local Protagonistas Madrid, sustitución en varias temporadas a Luis del Olmo al frente de su espacio Protagonistas, dirección y presentación de la retransmisión del Sorteo de la Lotería de Navidad en Onda Cero durante los últimos 25 años —que es ya un clásico de la cadena—. Colabora diariamente en La Brújula de Carlos Alsina, donde durante nueve años ha puesto en antena una columna de opinión, escrita en verso, bajo el nombre de El Reverso de La Brújula, cuyos poemas han sido en parte recopilados en un libro editado por Espasa-Calpe. Durante 22 años ha co presentado el programa deportivo Radioestadiojunto a Javier Ares y Héctor Fernández. En enero de 2024 Onda Cero prescinde unilateralmente de sus servicios, si bien en diciembre de ese mismo año participa cómo el Sr. Shelhammer en la adaptación de la obra Milagro en la Gran Ciudad, de Carlos Alsina (https://www.ondacero.es/programas/mas-de-uno/milagro-gran-ciudad/.).
En la actualidad sigue esperando.

#### Televisión
Ha trabajado en televisión presentando el programa ¿Cuánto Cuesta? de La 1 junto a Nuria Roca, en el programa 3D de Antena 3 con Glòria Serra.

#### Otras actividades
- Locutor publicitario para radio y televisión.
- Colabora como creativo y guionista publicitario con la agencia SANTOS CREATIVOS (Miguel de los Santos).
- Guionista de la Gala del Festival Internacional de cine "Almería en corto", años 2012 y 2015.
- Lector de audiolibros.

### Actividad docente
- Cursos de verano de El Escorial de la Universidad Complutense de Madrid.
- Cursos de verano de la Universidad Menendez Pelayo de Santander.
- Participación mesas redondas sobre radio en la Universidad pontificia de Salamanca.
- Profesor de "Prácticas de Radio" durante 10 años en el Centro Universitario Villanueva de Madrid, adscrito a la Universidad Complutense de Madrid.
- Profesor del curso de radio de la Fundación ATRESMEDIA, 2015.
- Presentación de galas y eventos, entre otros:
  - Homenaje a Sanchis en el Estadio Santiago Bernabéu.
  - Convención de BT España en el Parque Warner.
  - Galas de Onda Cero: Mallorca, Menorca, Ibiza (4 años), Vitoria, Castellón, Segovia, La Rioja (14 años), Extremadura, Granada...
  - Premios del Colegio de Psicólogos de Madrid (20 años)
  - Presentación de los Premios Magisterio. protagonistas de la educación 2015.

### Diseñador gráfico
- Con carátulas de discos (Inma Serrano, No hay dos sin tres)
- Para algunas PYMES, por ejemplo logo e iconos de aMimarte.com

### Otros
- Cameos en Cándida, bajo la dirección de Guillermo Fesser, y apariciones esporádicas en alguna serie de televisión como Los hombres de Paco.

## Premios y reconocimientos
- Premio nacional de la Academia de la Radio al mejor programa deportivo por Radioestadio (2015).
- 2 Antenas de Oro a su trayectoria y por el programa Radioestadio. Asociación Española de profesionales de Radio y Televisión.
- 2 Antenas de Plata (por Protagonistas Madrid y Madrid en la Onda) Asociación Española de profesionales de Radio y Televisión.
- Premio Corazón de la Mancha 2009 en el apartado medios de comunicación. Onda Cero Alcázar de San Juan.
- Insignia de honor de la Federación de Asociaciones de Radio y Televisión de España por sus más de 25 años de profesión.
- Premio de Periodismo Onda Cero Almería.

## Publicaciones
- El Reverso de la Brújula (2009).
- Ropa Interior (2009). Finalista del concurso nacional de poesía Eladio Cabañero 2008, Tomelloso (Ciudad Real).
- Mar de Fondo (2010). XXX Premio de poesía Ciudad de Jumilla 2009.
- El caballito de mar surfero (2011).
- Tierra Mojada (2012).
- El niño y la caracola (2012).
- Versos del tiempo, Il. Emilio González Urberuaga (2012).
- España Criminal.
- Contra viento y maneras (2014).
- Versos del Mar, coautor Carlos Reviejo, Il. Paz Serrano (2014).
- Versos de niños del mundo, coautor Carlos Reviejo, Il. Javier Andrada (2016).
- Versos de deportes
- Versos del colegio
- Entre tu espalda y mi pared (2016).
- Se te tiene que ocurrir (2018).
- Hasta donde nos lleven los abrazos (2020)
- El beso medio lleno (Amazon)
- Ahora más que nunca (Amazon)
- El ratoncito Pérez (2024)

## Exposiciones de pintura
- El mar de la esquina. Del 6 al 15 de noviembre de 2009. Faro de Roquetas. Almería
- Perfiles. Del 6 al 15 de julio de 2009. Oficina de turismo de Níjar. Almería
- 9 metros cuadrados. Mayo de 2009. Restaurante La Vieja Bodega. Casalarreina. La Rioja.
- Velas y Humo. Noviembre de 2012. Diablos azules Bar.
- Feria de Arte de Estrasburgo. Noviembre de 2012.
- Velas y Humo. Septiembre de 2015. Ramsés, Madrid.

## Exposiciones de fotografía
- Mancha de color. Tomelloso, abril-mayo de 2012. Posada de los Portales.